# Округ Залещики
Округ Залещики (нем. Bezirk Zaleszczyki, Залещицкий уезд, пол. Powiat zaleszczycki) — административная единица коронной земли Королевства Галиции и Лодомерии в составе Австро-Венгрии, существовавшая в 1867—1918 годах. Административный центр — Залещики.
Площадь округа в 1879 году составляла 6,765 квадратных миль (389,26 км2), а население 59 754 человек. Округ насчитывал 57 поселений, организованные в 54 кадастровых муниципалитета. На территории округа действовало 2 районных суда — в Залещиках и Устечке.
После Первой мировой войны округ вместе со всей Галицией отошёл к Польше.